# Heikki Renvall
Henrik (Heikki) Gabriel Renvall (født 19. januar 1872 i Turku, død 1. juni 1955 i Helsinki) var en finsk jurist, redaktør, forsikringsmand, politiker og minister. Han var søn af ærkebiskop Torsten Ture Renvall og bror til Pentti Renvall.
Heikki Renvalls vigtigste indsats knytter sig til Finlands selvstændighed. Under russificeringen af Finland var han fortaler for passiv modstand og under 1. verdenskrig var han medlem af aktivkomiteen. I 1917 var han ordfører for Finlands selvstændighedsforening og medlem af Pehr Evind Svinhufvuds senat (regering). Han var en af de fire ministre, som det lykkedes at etablere sig i Vaasa efter udbruddet af den finske borgerkrig, og var selv indtil marts måned formand for Vasasenatet og var samtidig minister for handel og industri, kirke og udenrigsforhold. Han fortsatte som handels- og industriminister i Juho Kusti Paasikivis senat 1918. Et interview med Renvall og Gustaf Mannerheim af Niels Hasager fra den danske avis Politiken gav anledning til protester fra den skandinaviske venstrefløj. Renvall udtalte:
| Citat             | Ingen kan vide hvad fremtiden vil bringe, men det kan jeg sige, at de som deltog i oprøret vil få deres straf. De bliver dømt for landsforræderi. Muligvis kan nogle senere benådes, men kun på den betingelse, at de berøves alle borgerlige rettigheder, så de ikke længere kan deltage i det politiske liv. De skal være en klasse af udstødte. | Citat |
| Arbetet 14.3.1918 | |       |

Med brochuren Suomen itsenäisyys, sen oikeutus, välttämättömyys ja taloudellinen mahdollisuus (1917) vurderes det at han påvirkede den offentlige mening i positiv retning i forhold til finsk selvstændighed.
Efter sin politiske indsats gik han ind i erhvervslivet. Fra 1926 til 1947 var han direktør for forsikringsselskabet Kaleva og fra 1947 til 1955 formand for bestyrelsen. Han udgav nationaløkonomiske bøger.

## Eksterne kilder
- Wikimedia Commons har flere filer relateret til Heikki Renvall
- Riksdagsmatrikeln

1. ↑  Navnet er anført på svensk og stammer fra Wikidata hvor navnet endnu ikke findes på dansk.